# Bhimeshwar
Bhimeshwar ist eine Bergstadt und Verwaltungssitz des Distriktes Dolakha in Zentral-Nepal, 135 km östlich von Kathmandu (70 km Luftlinie).
Die Stadt (Munizipalität) liegt auf einem Bergrücken auf einer Höhe von ca. 2000 m in Sichtweite des Gaurishankar auf dem Landweg von Kathmandu zum Mount Everest.
Bhimeshwar ging 1996 im Wesentlichen aus dem Ort (Village Development Committee) Charikot und einer Reihe von eingemeindeten Nachbardörfern hervor. Die Bezeichnung Charikot ist daher noch gebräuchlich.
Das Stadtgebiet umfasst 65,04 km².

## Einwohner
Bei der Volkszählung 2011 hatte die Stadt Bhimeshwar 22.537 Einwohner (davon 10.489 männlich) in 6076 Haushalten.